# Koszykarz rdzawoczelny
Koszykarz rdzawoczelny (Asthenes ottonis) – gatunek małego ptaka z rodziny garncarzowatych (Furnariidae). Występuje w Ameryce Południowej – endemicznie na niewielkim terenie Peru. W Czerwonej księdze gatunków zagrożonych IUCN klasyfikowany jest jako gatunek najmniejszej troski (LC, ang. Least Concern).

## Systematyka
Takson ten po raz pierwszy zgodnie z zasadami nazewnictwa binominalnego opisał niemiecki ornitolog Hans von Berlepsch w 1901 roku na łamach „Ornis. Internationale Zeitschrift für die gesammte Ornithologie”. Autor opisał spreparowaną skórę z własnej kolekcji, którą odkupił wraz z ponad czterema tysiącami innych okazów od braci Ottona i Gustava Garleppów. Autor nadał ptakowi nazwę Siptornis Ottonis, a jako miejsce typowe podał Anta, 3500 metrów, w pobliżu Cuzco, w Peru. Badania molekularne opublikowane w 2011 roku wykazały, że koszykarz rdzawoczelny jest najbliżej spokrewniony z koszykarzem okularowym Asthenes palpebralis, który jeszcze w 2011 roku klasyfikowany był w rodzaju Schizoeaca. Koszykarz rdzawoczelny jest gatunkiem monotypowym.

### Etymologia
- Asthenes: gr. ασθενης asthenes „nieistotny, mało znaczący”, od negatywnego przedrostka α- a-; σθενος sthenos „siła, moc”[11].
- ottonis: Otto Garlepp (1864–1959) – niemiecki kolekcjoner działający w Peru w latach 1895–1912, z którego kolekcji pochodził opisany przez von Berlepscha okaz[12].

## Morfologia
Mały ptak o tęczówkach o barwie od ciemnobrązowej do brązowej. Dziób długi i cienki, żuchwa od srebrzystej do koloru ciemnego rogowego z ciemnym końcem, górna szczęka od koloru ciemnego rogu do czarniawego. Nogi i stopy od oliwkowoszarych do ciemnoszarych. Górne części ciała są intensywnie brązowe, pokrywy nadogonowe kasztanowo-rude. Głowa brązowa. Czoło intensywnie brązowe, korona nieco przygaszona, kantarek jasny, szaropłowy pasek brwiowy. Obszar w okolicy uszu brązowy z jasnymi paskami, twarz matowobrązowa. Skrzydła rudo-kasztanowe z brązowymi końcówkami lotek. Ogon długi, stopniowany, sterówki postrzępione ze spiczastymi końcami, trzy środkowe pary sterówek wyraźnie dłuższe, rudo-kasztanowe z ciemną brązową środkową częścią. Na brodzie wyraźna jasnopomarańczowa lub kasztanowo-ruda plama. Gardło jasnoszaro-płowe, pierś nieco ciemniejsza z jasnymi smugami. Brzuch płowo-białawy z rudawymi bokami, pokrywy podogonowe rudawo-brązowe. Długość ciała 18–19 cm, masa 13 g. Nie występuje dymorfizm płciowy. Młode osobniki nie zostały opisane.
Wymiary szczegółowe:
|                       | Samiec  | Samica  |
| Długość skrzydła (mm) | 59–62   | 58–60   |
| Długość ogona (mm)    | 90–108  | 95–100  |
| Długość dzioba (mm)   | 15,5–17 | 15,5–16 |

## Zasięg występowania
Koszykarz rdzawoczelny występuje na bardzo niewielkim obszarze peruwiańskich Andów w regionach Apurímac, Huancavelica i Ayacucho. Jego obecność stwierdzono w ostojach ptaków IBA: Santuario Histórico Machu Picchu (PE088), Santuario Nacional del Ampay (PE084), Abra Málaga-Vilcanota (PE0898) i Chalhuanca (PE083). Zasięg występowania (EOO, Extent of Occurrence) według szacunków organizacji BirdLife International obejmuje około 55,2 tys. km². Występuje zazwyczaj na wysokości od 2600 m n.p.m. do 4260 m n.p.m.

## Ekologia i zachowanie
Jego głównym habitatem są suche i półwilgotne, górskie zarośla i obrzeża lasów Polylepis. Długość pokolenia jest określona na 2,69 roku. Ptak ten żeruje samotnie lub w parach głównie w podszycie. Preferuje niewielki zarośla. Nie ma wielu informacji o diecie tego gatunku, składa się głównie z owadów.

### Rozmnażanie
Brak informacji o rozmnażaniu i gniazdowaniu tego gatunku.

## Status
W Czerwonej księdze gatunków zagrożonych IUCN koszykarz rdzawoczelny jest uznawany za gatunek najmniejszej troski (LC, ang. Least Concern). Wielkość populacji nie jest oszacowana, a gatunek ten opisywany jest jako dosyć pospolity. Ze względu na brak dowodów na spadki liczebności bądź istotne zagrożenia dla gatunku BirdLife International ocenia trend liczebności populacji jako prawdopodobnie stabilny.